# Amanita flavoconia
Amanita flavoconia (лат.) — гриб семейства мухоморовые (Amanitaceae). Включён в подрод Lepidella рода Amanita.

## Биологическое описание
Шляпка 3—6,5 см в диаметре, колокольчатой, затем выпуклой, плоско-выпуклой и плоской формы, с гладкой ярко-оранжевой или жёлто-оранжевой поверхностью с более тёмными прожилками, покрытой неправильными оранжевыми бородавками — остатками общего покрывала.
Мякоть белого цвета, без особого запаха.
Гименофор пластинчатый, пластинки свободные или узко-приросшие, часто расположенные, беловатого цвета.
Ножка 4,5—10,5 см длиной и 0,3—1,1 см толщиной, жёлтого цвета неравномерной интенсивности, сужающаяся кверху, с утолщением в основании. Кольцо желтоватое, расположенное в верхней части ножки, с возрастом темнеющее и нередко исчезающее.
Споровый порошок белого цвета. Споры 6,5—10,5×5—9 мкм, амилоидные, обычно почти широкоэллиптической формы.

## Экология и ареал
Amanita flavoconia произрастает в смешанных и лиственных лесах востока Северной Америки, а также в Южной Мексике, Центральной Америке и Колумбии.

## Сходные виды
- Amanita elongata Peck, 1909
- Amanita erythrocephala Neville, Poumarat & Aste, 2000
- Amanita flavella E.-J.Gilbert & Cleland, 1941
- Amanita flavipes S.Imai, 1933
- Amanita flavivolva Murrill, 1953
- Amanita fraterna (Murrill) Murrill, 1941
- Amanita luteofusca Cleland & E.-J.Gilbert, 1941
- Amanita xanthella Corner & Bas, 1962
- Amanita xanthomargaros Corner & Bas, 1962